# Prawa fundamentalne monarchii francuskiej
Podstawą funkcjonowania monarchii we Francji (od sakry Hugona Kapeta w 987 do ustanowienia monarchii konstytucyjnej w czasie rewolucji francuskiej) nie był jeden spisany dokument, ale zasady, które weszły do tradycji. Od ok. 1575 były one określane jako prawa fundamentalne. W czasie sakry król Francji zobowiązywał się do przestrzegania tych praw i utrzymania ich w mocy. Przysięgał przy tym, że w pierwszej kolejności podstawą jego postępowania będzie prawo boskie, a dopiero na drugim miejscu prawa fundamentalne. 
Prawa fundamentalne nigdy nie zostały skodyfikowane. Ich zakres był bardzo szeroki: określały zarówno sposób przeprowadzania ceremonii dworskich związanych z osobą króla, jak i zakres władzy królewskiej, prawa i obowiązki poddanych oraz kompetencje lokalnych organów władzy. 

## Definicje zawarte w prawach fundamentalnych

### Monarchia
Według praw fundamentalnych formą ustrojową we Francji miała być monarchia. Osoba króla, przywódcy narodu, ucieleśnia w niej jedność całego społeczeństwa. Zadaniem króla jest utrzymanie pokoju zewnętrznego (poprzez wypowiadanie wojen i podpisywanie traktatów pokojowych) i wewnętrznego (poprzez nadzór nad wymiarem sprawiedliwości). Król ma również utrzymywać dotychczasowe tradycje sprawowania władzy i w razie potrzeby rozstrzygać spory pomiędzy innymi instytucjami państwowymi. Monarchia francuska zasadniczo według praw fundamentalnych jest dziedziczna, chociaż nie istnieje wyraźny zakaz obierania króla. Król ma prawo wydawać ordonanse obowiązujące na terenie całego państwa, nadawać przywileje regionalne, lokalne lub grupowe, a także podejmować decyzje indywidualne (np. w sprawie prawa łaski, uszlachcenia, zmiany wymierzonej kary).

#### Król i korona
Król, po otrzymaniu sakry, otrzymuje koronę francuską. Oznacza to, że staje się suwerenem - zwierzchnikiem wszystkich instytucji społecznych. Korona jest symbolem jego urzędu. Pojęcie korona francuska przekształciło się w późniejszym okresie w pojęcie państwa francuskiego. 

#### Domena królewska i domena króla
Król jest dysponentem domeny królewskiej - a zatem wszystkich królewskich dróg, rzek i wszystkich terenów, które nie zostały drogą nadań przekazane innym osobom. Z domeny królewskiej wyznacza się domenę króla, czyli część, z której dochód przeznaczony jest na utrzymanie króla i dworu. Nie jest to jednak prywatna własność władcy.

### Podział stanowy

#### Duchowieństwo i Kościół
Religią obowiązującą we Francji przedrewolucyjnej był katolicyzm. Stan duchowny był wymieniany jako pierwszy ze stanów społecznych. Mimo występujących w nim wyraźnych różnic wewnętrznych cały kler stanowił grupę wyraźnie wyróżniającą się od stanów świeckich. Wszyscy duchowni korzystali z przywileju, jaki wyłączał ich spod władzy sądów świeckich i zezwalał na ich sądzenie wyłącznie sądom kościelnym. 
Ze względu na fakt, że tylko członkowie kleru przez kilka stuleci byli osobami umiejącymi pisać i czytać, to w ich rękach według praw fundamentalnych znajdowało się szkolnictwo publiczne, szkoły medyczne i szpitale oraz część urzędów państwowych. Przedstawiciele sześciu najstarszych biskupstw francuskich tradycyjnie otrzymywali tytuł parów Francji i uczestniczyli w ceremonii sakry.

#### Szlachta
Szlachta francuska w pierwotnym znaczeniu oznaczała osoby związane z wojskiem i prowadzeniem wojen, z których wyodrębniła się warstwa rodów szlachetnego pochodzenia (wykazujących się w przeszłości zasługami w obronie kraju), dla których zarezerwowane były najwyższe urzędy wojskowe i cywilne. Osobną warstwa była szlachta urzędnicza (noblesse de robe). 

#### Stan trzeci
Prawa fundamentalne zaliczały do stanu trzeciego wszystkie osoby i instytucje, jakie nie przynależały do pozostałych stanów. We Francji metropolitalnej nie istniało niewolnictwo. 
Król stanowi osobną instytucję, stojącą ponad stanami - nie jest bezpośrednim zwierzchnikiem żadnego z trzech stanów. 

## Pochodzenie praw fundamentalnych
Początkiem monarchii francuskiej był chrzest Chlodwiga i jego ślub z księżniczką Klotyldą. To od tego momentu wywodzone były prawa fundamentalne, opierające się na następujących podstawach:
- wybór Chlodwiga na suwerena przez szlachtę (wojowników) i wspieranie go,
- udział kleru w integracji dziedzictwa rzymskiego w państwie Chlodwiga,
- zjednoczenie społeczne wokół Chlodwiga.

Prawa fundamentalne miały służyć zachowaniu monarchii w dotychczasowym kształcie i jej utrwaleniu. 

### Sukcesja
- Korona francuska nie może być przedmiotem indywidualnej dyspozycji. Król ani żaden inny organ nie może wyznaczyć swojego następcy, gdyż prawo (najpierw wybór przez 12 parów, a następnie automatyczne przejmowanie władzy przez najstarszego syna) jest nienaruszalne.
- Król nie ma prawa do oddania władzy, abdykacji czy rezygnacji ze sprawowania władzy.

W celu zapewnienia pewności, że następca tronu jest faktycznie synem królewskim, utrwalił się zwyczaj publicznego porodu królowych Francji. Instytucja króla funkcjonuje bez przerwy (umarł król, niech żyje król!) i jest instytucją o pochodzeniu boskim. Król, chociaż nie jest członkiem stanu duchownego, posiada pewne atrybuty sakralizacji (np. wiara w moc czynienia cudów). W przypadku nieobecności, śmierci lub małoletniości króla władzę czasowo przejmuje w jego imieniu regent - królowa lub książę krwi. 
Następca tronu musi spełniać cztery warunki: być mężczyzną, najstarszym (primogenitura) synem króla (poza wypadkami wyjątkowymi) i być wyznania rzymskokatolickiego.